# Pohoří (ort i Tjeckien, Hradec Králové)
Pohoří är en ort i Tjeckien.   Den ligger i distriktet Okres Rychnov nad Kněžnou och regionen Hradec Králové, i den nordöstra delen av landet, 120 km öster om huvudstaden Prag. Pohoří ligger 264 meter över havet och antalet invånare är 610.
Terrängen runt Pohoří är platt västerut, men österut är den kuperad.Runt Pohoří är det ganska glesbefolkat, med 43 invånare per kvadratkilometer. Närmaste större samhälle är Náchod, 14,5 km norr om Pohoří. Trakten runt Pohoří består till största delen av jordbruksmark.